# Cité des 4000
La Cité des 4000, à l'origine dénommée Cité des Quatre Mille logements, est un quartier de la ville de La Courneuve en Seine-Saint-Denis, à l'origine dans l'ancien département de la Seine.
Il est inclus au sein d'un vaste quartier prioritaire dénommé « Franc Moisin-Cosmonautes-Cristino Garcia-Landy » avec plus de 120 000 habitants.

## Histoire

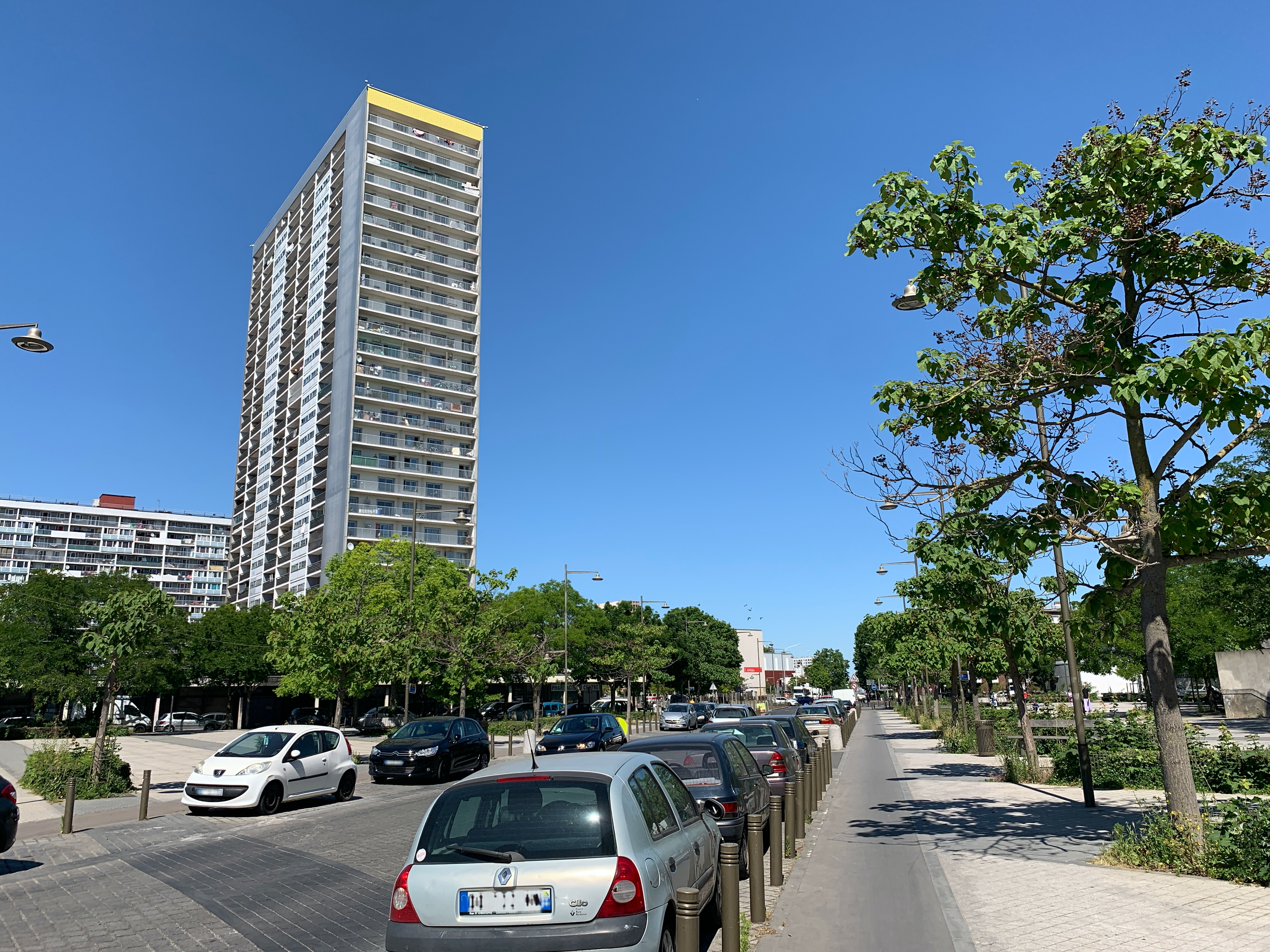
La Tour, avenue du Général-Leclerc.

La construction de la cité a commencé en mars 1956, sur les plans des architectes Clément Tambuté et Henri Delacroix, et a duré plus de 10 ans. Une chapelle, L'Emmanuel, y est construite par René Paliès. Ces logements dépendent alors de l'Office HLM de la Ville de Paris. La cité, alors très bien entretenue et vivante, sert de cadre au film de Jean-Luc Godard Deux ou trois choses que je sais d'elle, sorti en 1967, où il critique sa conception.
La Cité des 4000 est emblématique des grands ensembles édifiés en France dans les années 1960, et plus particulièrement de ceux bâtis en région parisienne. Achevée en 1964, elle a été construite par la Ville de Paris. Les quatre gigantesques barres accueillent alors des milliers d'habitants que la capitale ne peut héberger, notamment des rapatriés d'Afrique du Nord.
Cette situation a profondément évolué, avec le temps, notamment parce que la cité est restée gérée fort longtemps par Paris Habitat qui pratiquait sur place une politique d'attribution de logements destinée à regrouper en banlieue des familles et des populations dont la mairie de Paris voulait se débarrasser. La plus grande partie des habitants du grand ensemble a, dès le début des années 1970, été en butte à des difficultés sociales et financières importantes, subissant de plein fouet les effets de la désindustrialisation de la banlieue nord de Paris,.
La Cité est marquée en 1983 par la mort de Toufik Ouanes, enfant de neuf ans, abattu par un voisin irascible. Cet acte amène la visite à La Courneuve du président de la République François Mitterrand. Ce n'est qu'en 1984 que la mairie de Paris cède à La Courneuve la cité des 4000, permettant ainsi la réappropriation par la municipalité de ce quartier.
Le 18 février 1986, la réhabilitation du quartier des 4000 débute par l'implosion de la barre Debussy, remplacée par les logements de l'Orme seul. Cet événement, emblématique de la mise en œuvre de la politique de la ville dans les années 1980 (prolongée dans le cadre du programme national de rénovation urbaine) a donné le coup d'envoi d'une vaste opération de requalification urbaine, marquée par la destruction d'autres barres de logements (immeubles Renoir, Ravel, Présov, petit Balzac, puis en 2011 Balzac) et le développement de batailles permanentes pour mettre en œuvre une politique cohérente de rénovation urbaine.
Comme d'autres sites prioritaires de la politique de la ville, La Courneuve a souffert de l'insuffisance des crédits d'État en matière de rénovation urbaine, qui s'ajoutant aux difficultés financières de l'Office municipal HLM (dissout en 2005), ont entraîné des retards dans la construction de nouveaux logements locatifs sociaux sur les sites libérés par la destruction des barres. Durant la décennie 2000, le quartier commence une transformation dans la foulée des Grands Projets de Ville définis par Claude Bartolone et le gouvernement Jospin, prolongés par le soutien de l'agence nationale pour la rénovation urbaine (ANRU) fondée par Jean-Louis Borloo, avec le fort soutien des crédits du conseil régional d'Île-de-France, du conseil général de la Seine-Saint-Denis et de l'Union européenne.
Le ministre de l'Intérieur Nicolas Sarkozy s'est rendu les 20 et 29 juin 2005 dans la cité des 4000 après la mort d'un jeune de 11 ans, mortellement touché devant la barre Balzac le 19 juin 2005 par une balle perdue. Les auteurs des faits ont été jugés en octobre 2008.
Au pied de l'immeuble où l'enfant a trouvé la mort, l'attendaient deux cents personnes, dont de nombreux jeunes qui l'ont apostrophé sur leurs conditions de vie dans la cité. « On veut sortir d'ici, on est français, on veut que nos enfants vivent comme des Français », a lancé une mère de famille.
Nicolas Sarkozy a alors répondu qu'il était venu pour « bien montrer que l'on va donner les moyens utiles ». « Les voyous vont disparaître : je mettrai les effectifs qu'il faut mais on nettoiera au Kärcher la Cité des Quatre Mille », a-t-il déclaré.

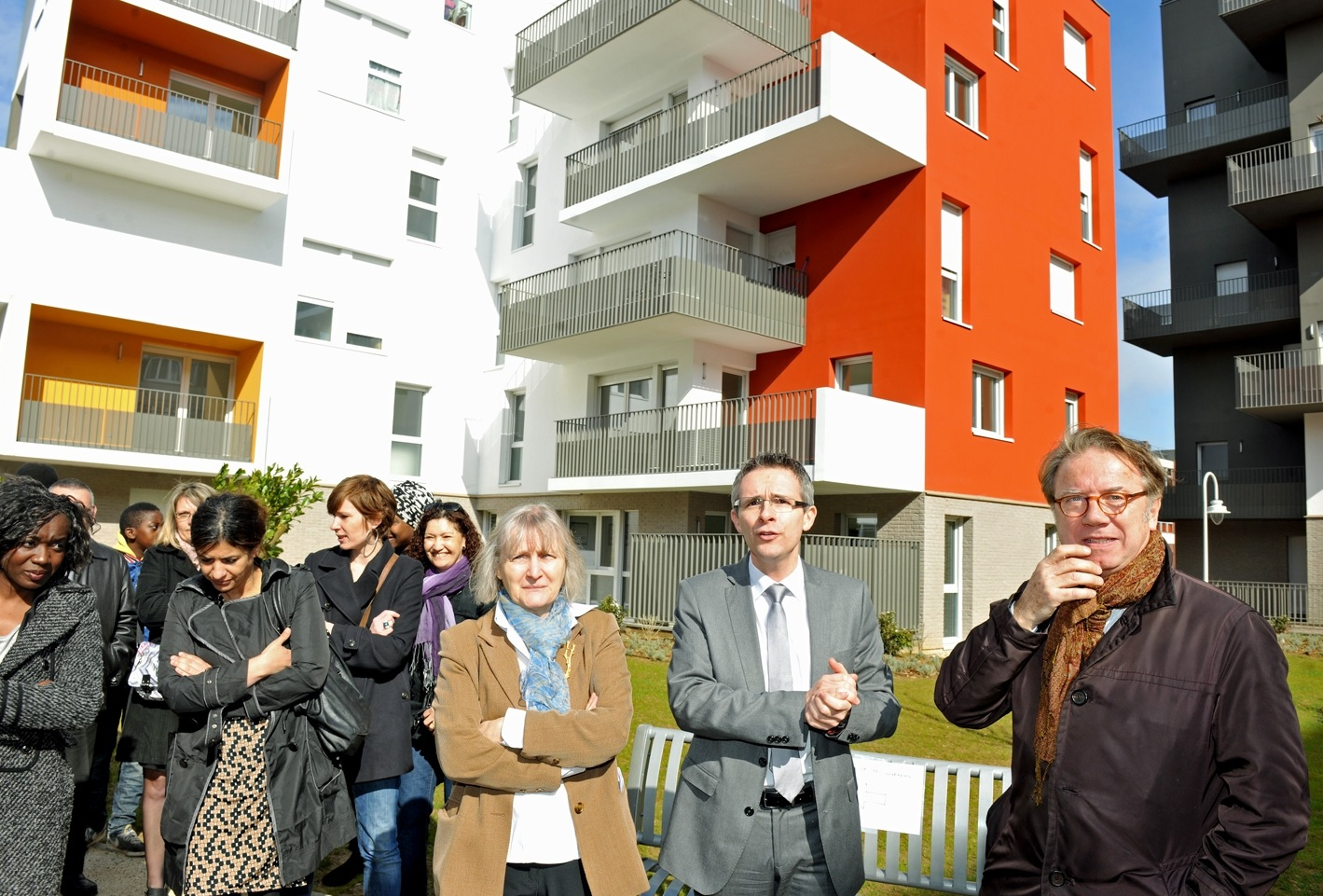
Stéphane Troussel devant des logements neufs en 2013.

Éric Besson, ministre de l'Immigration du Président Nicolas Sarkozy, s'est rendu le 5 janvier 2010 à l'invitation de Hassan Ben M'Barek et des responsables associatifs du Collectif Banlieues Respect dans la cité des 4000   pour son premier débat sur l'identité nationale en Banlieue. Ce débat national suscitera une forte opposition des associations liées à l’immigration, de l'opposition de gauche ainsi que d'un certain nombre d'élus UMP.
Devant être détruite en 2010, la barre Balzac est vidée de ses habitants dans un climat de tension provoqué par les expulsions de familles mal logées qui squattaient la barre d'immeuble afin de se loger décemment. Elle sera finalement démolie durant l'été 2011.
En mai 2012, la mairie de La Courneuve décida de démolir la barre Petit Debussy. Celle ci devait initialement être vidée de ses habitants fin 2013, en vue d'une démolition courant 2014. Un premier report de la démolition prévoyait celle-ci en 2015. Le processus de relogement des habitants du bâtiment n'étant néanmoins terminé qu'en 2015, et en raison également de sa proximité avec le groupe scolaire Joliot-Curie, c'est finalement durant l'été 2016, que la démolition de la barre Petit Debussy a débuté, pour se terminer en 2017.

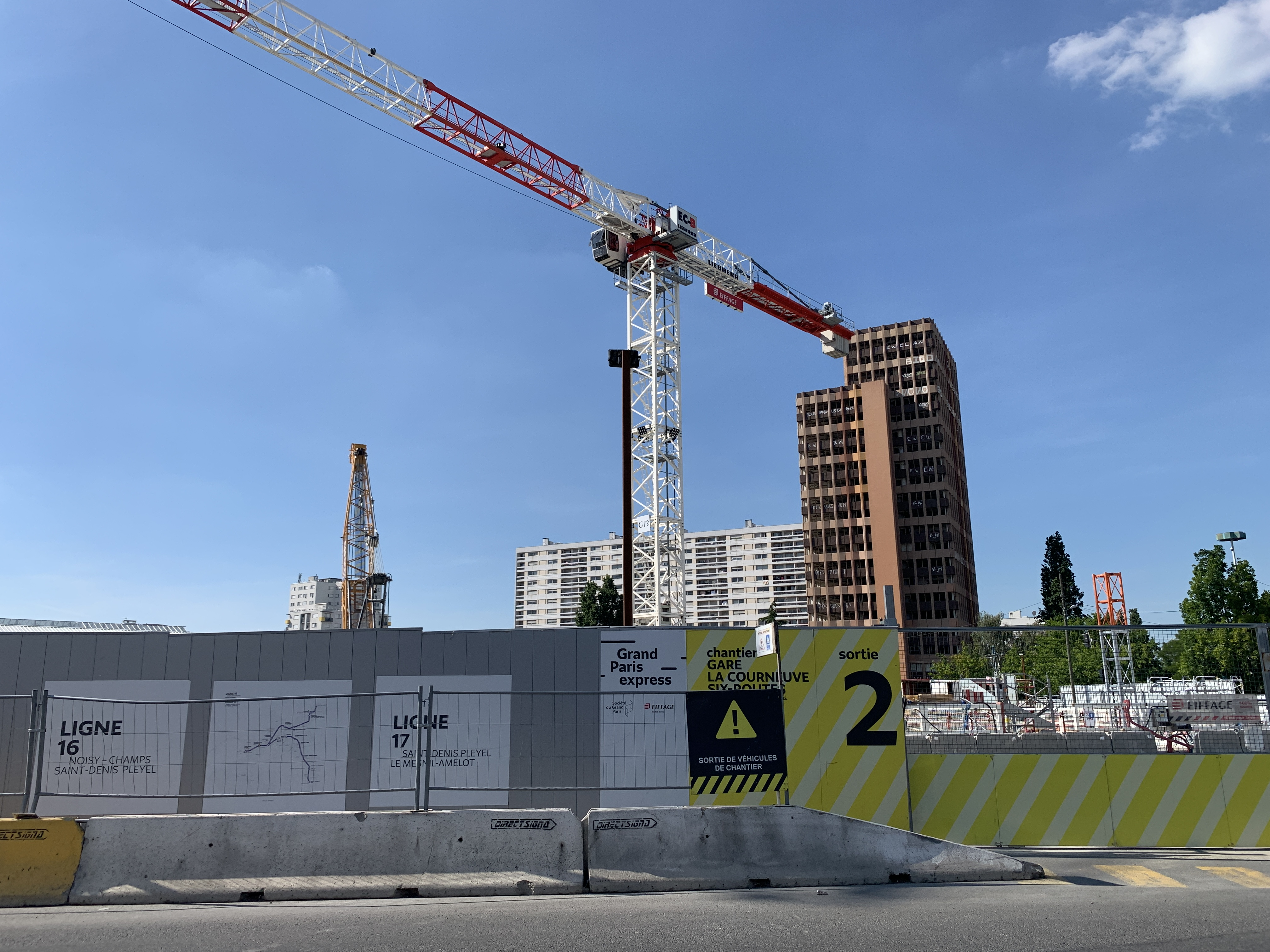
Chantier de la ligne 16 du métro de Paris.

Quant aux deux autres barres de 15 étages restantes, leur avenir est incertain, puisqu'on ne sait pas si la barre du Mail-de-Fontenay, avoisinant la tour Leclerc de 26 étages, sera démolie ou réhabilitée à l'horizon 2025, tandis que la barre Robespierre, réhabilitée en 1997, sera purement et simplement démolie. Mais la barre du Mail de Fontenay, subira finalement le même sort vers 2026 de façon partielle ou totale, le projet final n'est pas encore déterminé.
L'ensemble Alfred-Musset, qui est le dernier a ne pas avoir été totalement réhabilité avec la barre du Mail de Fontenay lui aussi, subira une rénovation complète sans démolition à l'horizon 2026 également.
Le processus de relogement des habitants de la barre Robespierre devait commencer fin 2015 ou début 2016, en vue de sa démolition en 2019. Pour finir, les derniers locataires ont été relogés en 2018 et la démolition s'est faite durant l'été 2020 après le curage du bâtiment et le désamiantage.

## Description
Les constructions qui composent la Cité se répartissent dans les alentours de la place de l'Armistice. Aujourd'hui la dernière grande barre d'immeuble composant la cité des 4000 demeurant est la "Barre Fontenay" dont la destruction est envisagée à la fin des années 2020.
| Nom                    | Hauteur | Étages | Construction | Destruction | Adresse                   |
| ---------------------- | ------- | ------ | ------------ | ----------- | ------------------------- |
| La Tour                | 86      | 26     | 1963         | Rénové      | Avenue du Général-Leclerc |
| Barre Verlaine         | 29      | 9      | 1963         | Rénové      | Rue Paul-Verlaine         |
| Barre Le Petit Balzac  | 15      | 5      | 1962         | 2010        | Rue Honoré-de-Balzac      |
| Barre Ravel            | 43      | 15     | 1963         | 2004        | Rue Renoir                |
| Barre Présov           | 43      | 15     | 1963         | 2004        | Avenue de Présov          |
| Barre Debussy          | 52      | 15     | 1963         | 1986        | Rue Claude-Debussy        |
| Barre Renoir           | 52      | 15     | 1963         | 2000        | Rue du 17 Octobre 1961    |
| Barre Balzac           | 52      | 15     | 1964         | 2011        | Rue Honoré-de-Balzac      |
| Barre Le Petit Debussy | 52      | 15     | 1964         | 2017        | Rue Claude-Debussy        |
| Barre Robespierre      | 52      | 15     | 1964         | 2020        | Rue Robespierre           |
| Barre Fontenay         | 52      | 15     | 1964         |             | Mail de Fontenay          |

## Culture et patrimoine

### Personnalités liées à la Cité des 4000
- Dinos, rappeur, à grandi à partir de 1999 à la Cité des 4000.
- Alibi Montana, rappeur, né à la Cité des 4000[22].
- 4keus, groupe de rap, originaire de la Cité des 4000.
- Amel Bent, chanteuse, a grandi à la Cité des 4000.
- Prime, streamer et joueur e-sport, a grandi à la Cité des 4000[23].
- Tiakola, rappeur français qui a grandi aux 4000.
- Rokhaya Diallo, journaliste ayant grandi aux 4000.

## Filmographie
La Cité des 4000 a servi de lieu de tournage à plusieurs films dont : 
- 1967 : Deux ou trois choses que je sais d'elle de Jean-Luc Godard ;
- 1970 : Trop petit mon ami (quelques flashback) ;
- 1976 : Le Jouet de Francis Veber (une scène) ;
- 1981 : Le Choix des armes d'Alain Corneau (plusieurs scènes aux 4000 Sud, tournées de jour comme de nuit, Gérard Depardieu et Richard Anconina habitant la barre Ravel, Yves Montand longeant la barre Renoir, etc.) ;
- 1983 : Le Marginal de Jacques Deray (lors de la poursuite avec Tchéky Karyo, on reconnaît facilement les barres des 4000 Sud, celles près de la gare) ;
- 1985 : Le Thé au harem d'Archimède de Mehdi Charef ;
- 1988 : De bruit et de fureur de Jean-Claude Brisseau ;
- 1988 : Notes pour Debussy - Lettre ouverte à Jean-Luc Godard de Jean-Patrick Lebel (documentaire sur la destruction de la barre Debussy) ;
- 1991 : La Thune de Philippe Galland (tourné essentiellement aux 4000 Sud, de jour comme de nuit) ;
- 2000 : La Squale de Fabrice Genestal (une scène tournée de jour le long de la Barre Ravel) ;
- 2007 : Sur la piste, court métrage documentaire sur la vie de trois adolescents de la cité, réalisé par Julien Samani ;
- 2014 : Papa Was Not a Rolling Stone de Sylvie Ohayon (d'après son livre) ;
- 2017 : L'Ascension de Ludovic Bernard (plusieurs scènes du film) ;
- 2019 : Jusqu'ici tout va bien de Mohamed Hamidi (Des scènes sont tournées au pied de la tour Leclerc, en face de l'école élémentaire Henri Wallon).